# Station De Panne
Station De Panne is het laatste Belgische spoorwegstation langs spoorlijn 73 voor de grens met Frankrijk in de deelgemeente Adinkerke van de gemeente De Panne. Vroeger heette het station dan ook Station Adinkerke. Spoorlijn 73 loopt verder naar het Franse Duinkerke, maar deze grensverbinding wordt niet meer gebruikt. Vroeger vertrok in De Panne ook spoorlijn 76 naar Poperinge. Het is bovendien het eindpunt van de kusttram, die in Knokke start. Er wordt gedacht aan een heropening van de spoorlijn richting Duinkerke, al dan niet als Kusttramlijn. Het terrein van pretpark Plopsaland De Panne grenst aan het stationsterrein. Sinds 2022 is er een nieuw aanbod van toeristentreinen tijdens de zomerperiode richting De Panne.
Sinds 1 maart 2024 zijn de loketten van dit station enkel in de week geopend tussen 13.45 en 17 uur.

## Galerij

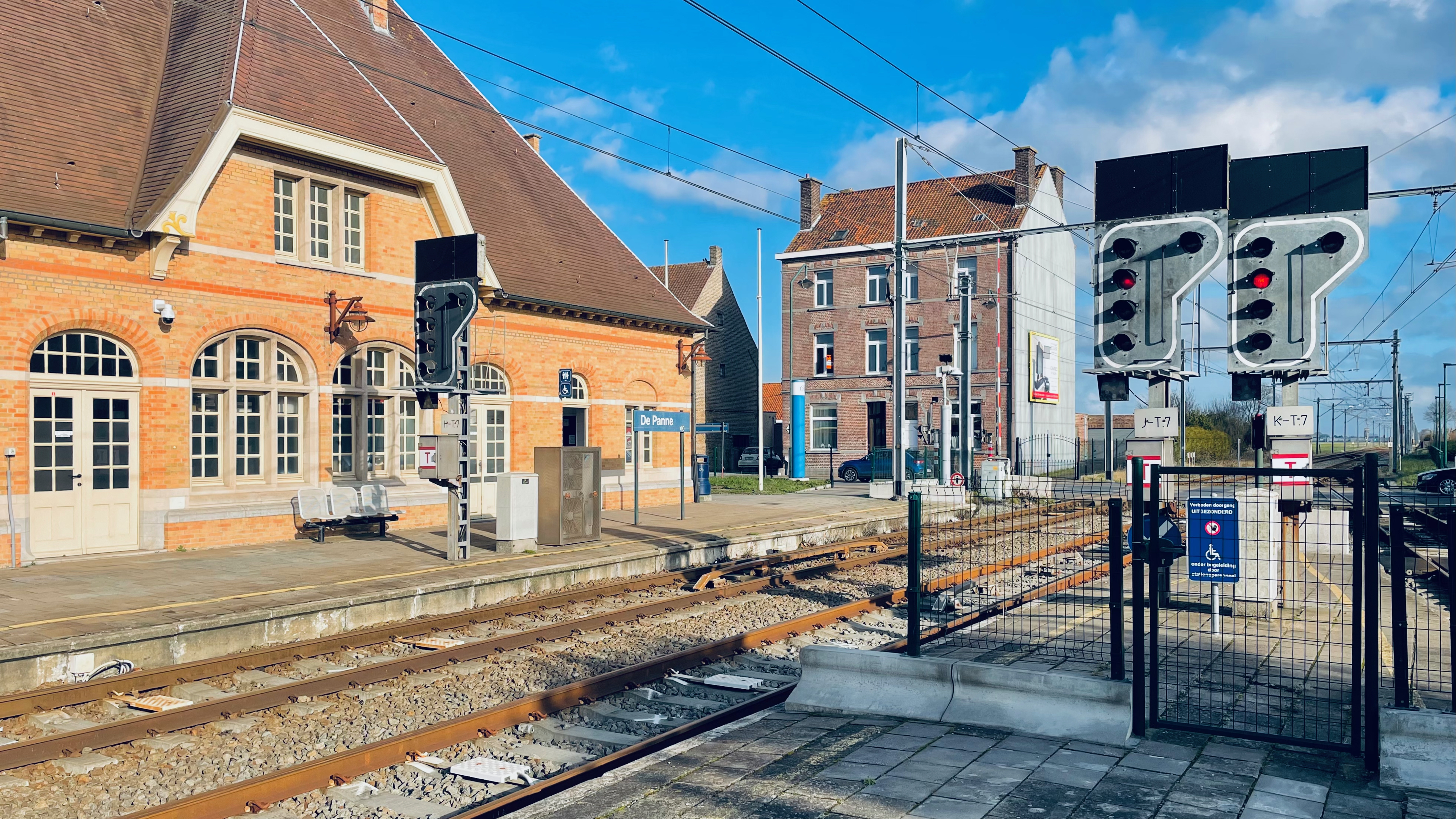
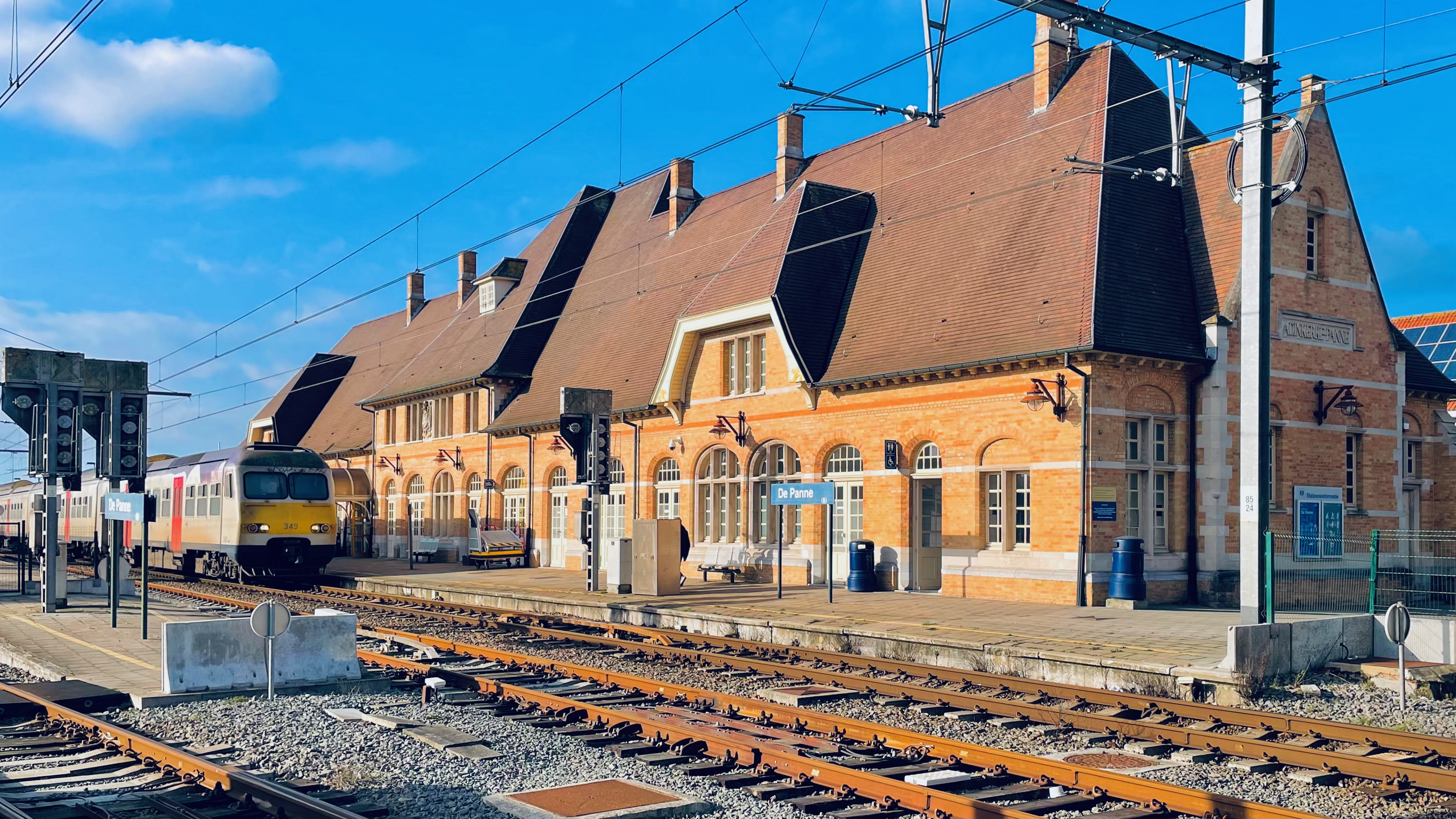
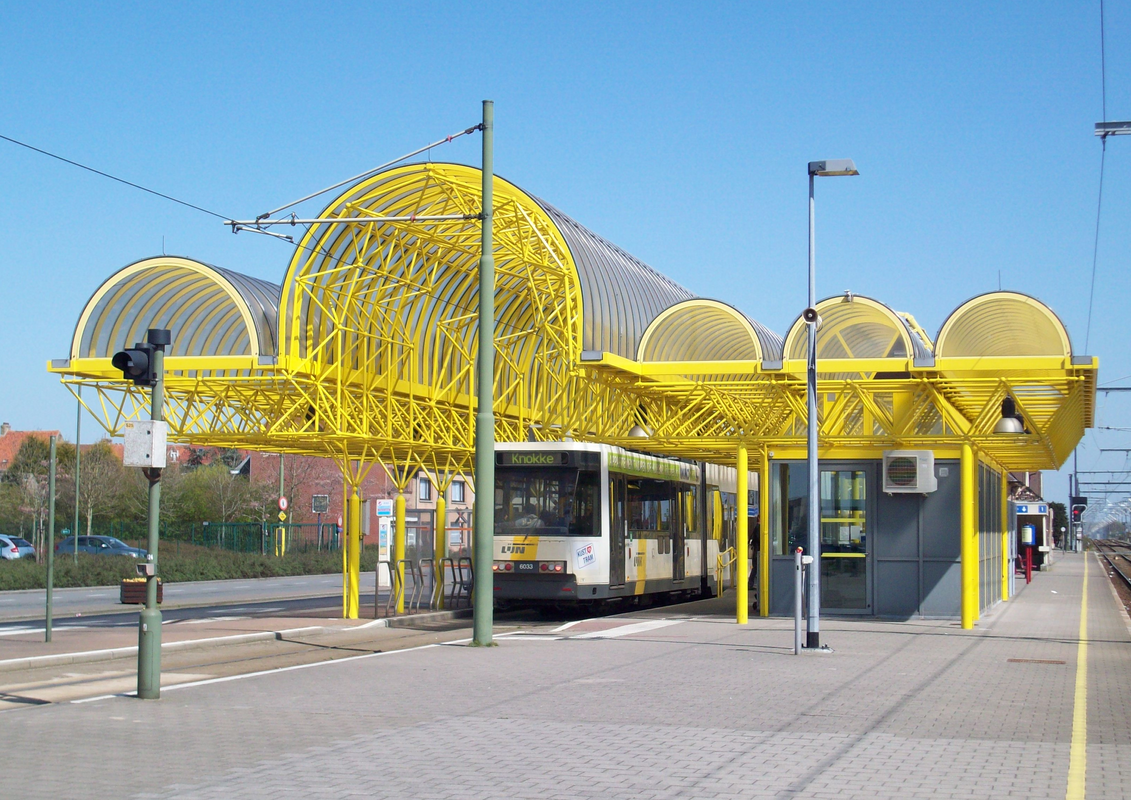
Tramstation
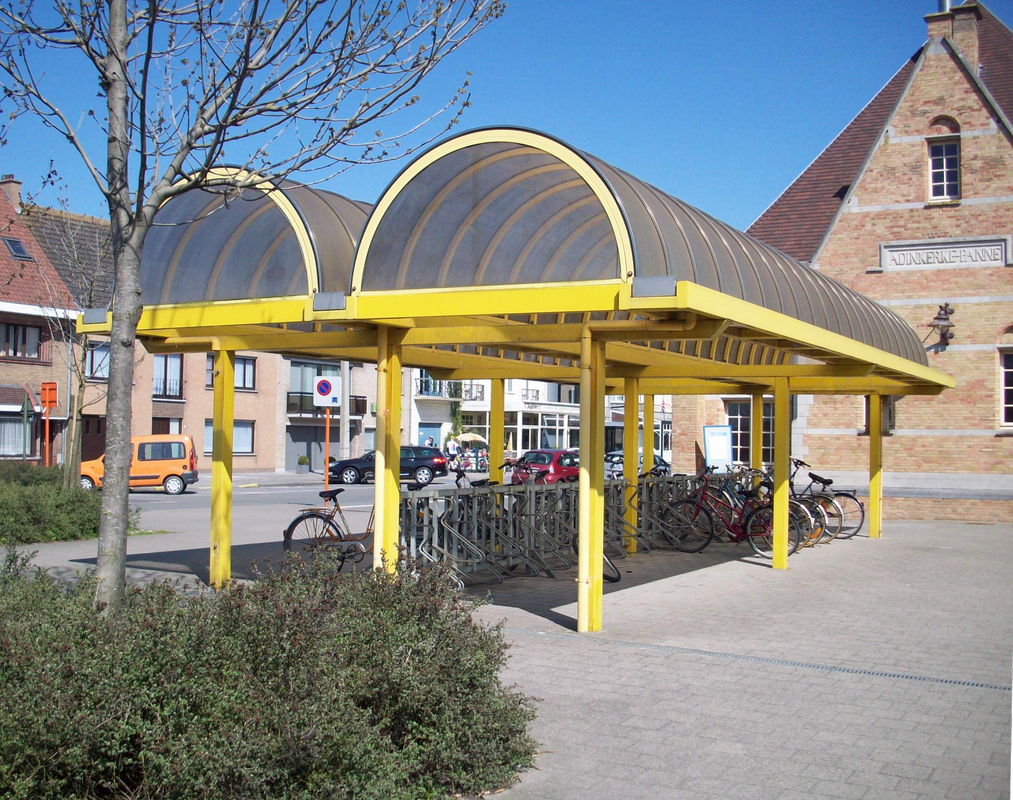
Fietsenstalling
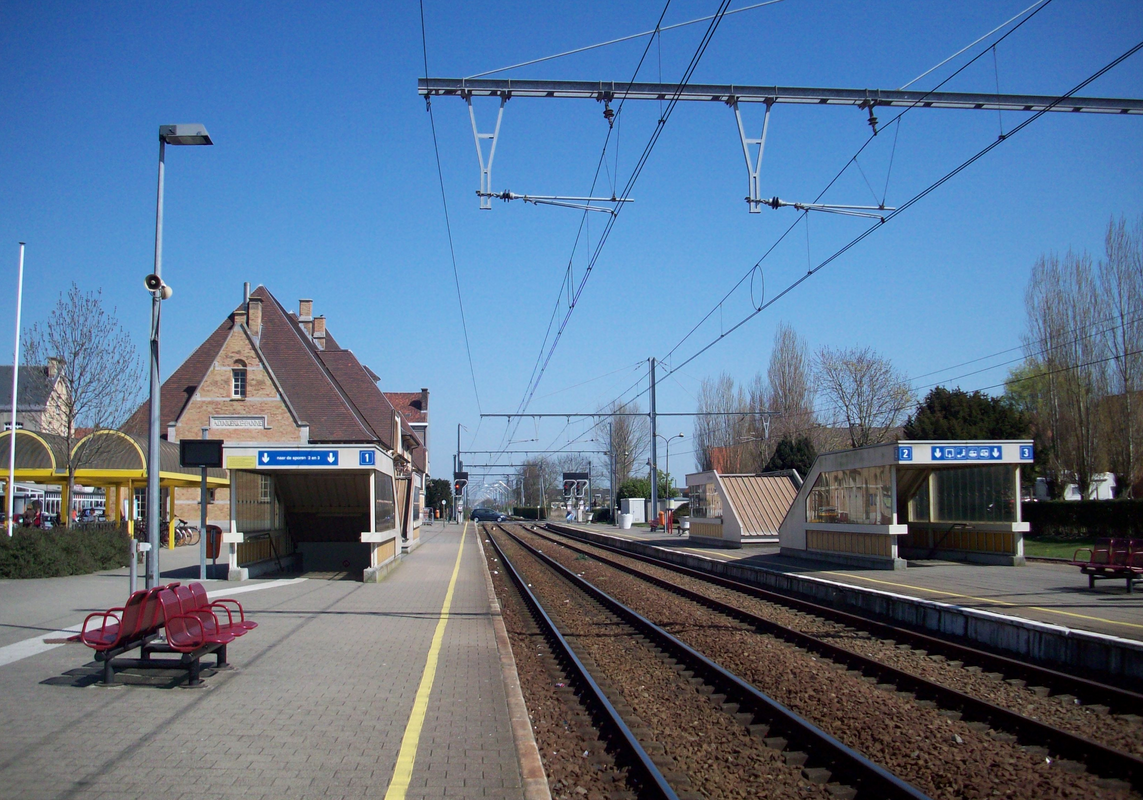
Zicht op de perrons
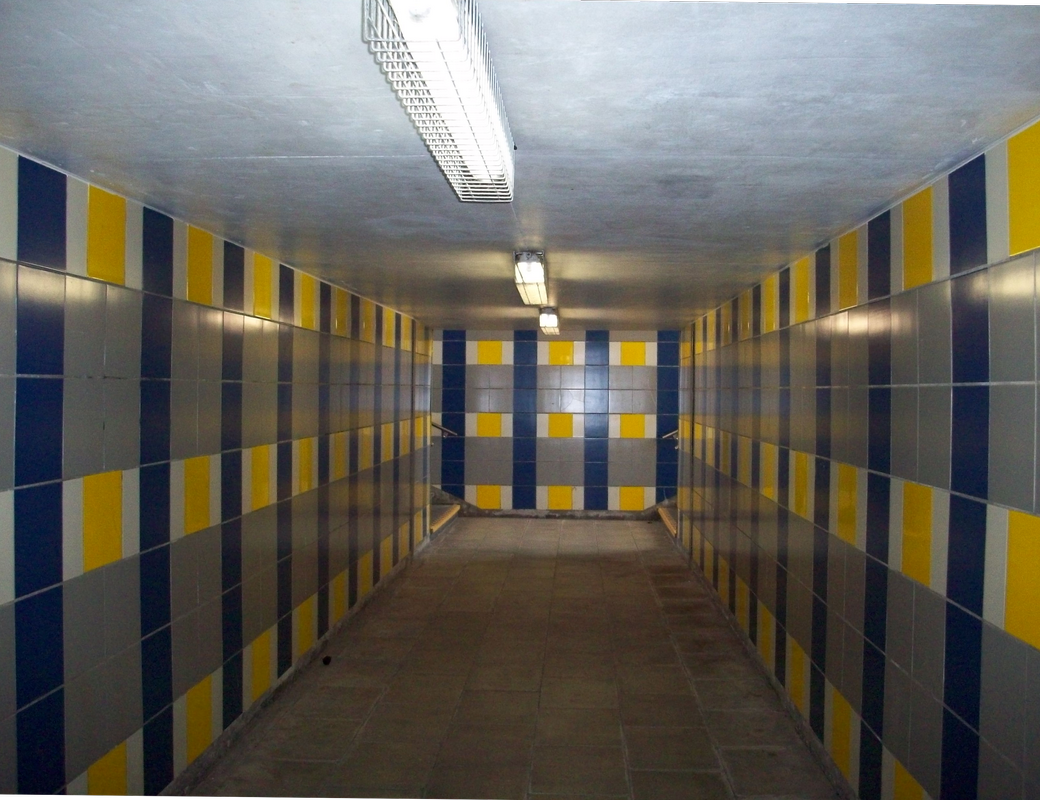
Verbindingstunnel onder de sporen
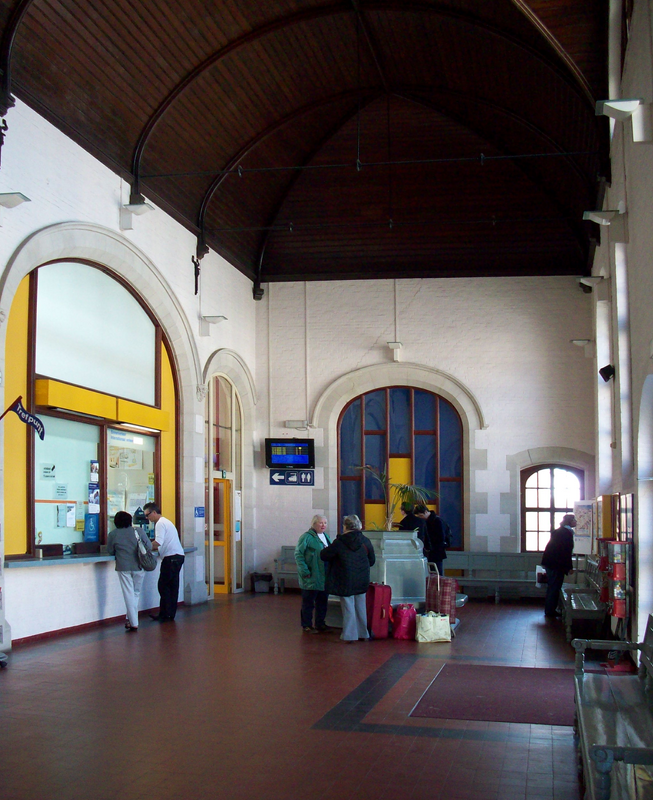
Stationshal
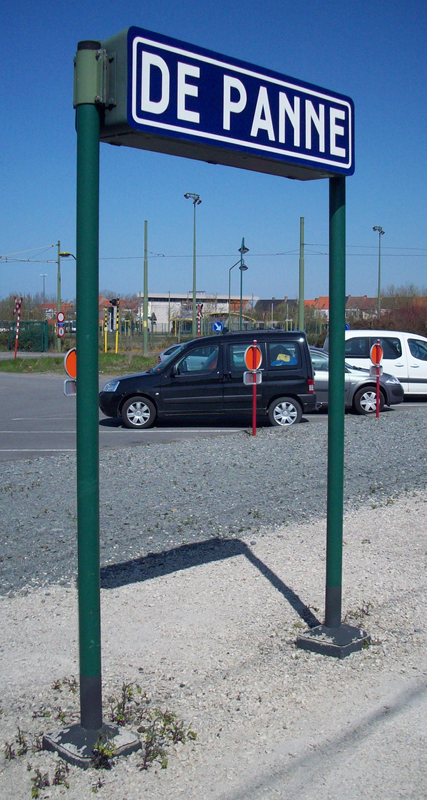
Naambord station De Panne

## Treindienst
| Serie       | Treinsoort            | Route | Bijzonderheden                                                              |
| ----------- | --------------------- | --- | --------------------------------------------------------------------------- |
| IC 28       | Intercity (NMBS)      | Antwerpen-Centraal – Gent-Sint-Pieters – Lichtervelde – De Panne                                                            | Rijdt alleen op werkdagen.                                                  |
| IC 29       | Intercity (NMBS)      | [ De Panne – ] Gent-Sint-Pieters – Aalst – Brussel-Zuid – Brussels Airport-Zaventem – Leuven – Landen                       | Rijdt in het weekend De Panne - Brussel-Noord.                              |
| P 7000/8000 | Piekuurtrein (NMBS)   | [ Oostende – Brugge – ] / [ De Panne – ] / [ Poperinge – Ieper – Kortrijk – ] Gent-Sint-Pieters – Brussel-Zuid – Schaarbeek | Twee treinen per dag per richting. Een trein op zondagavond vanaf De Panne. |
| P 7995/8995 | Piekuurtrein (NMBS)   | [ De Panne – ] / [ Kortrijk – ] Gent-Sint-Pieters                                                                           | Rijdt alleen op werkdagen.                                                  |
| ICT 6900    | Toeristentrein (NMBS) | Brussel-Noord – Brussel-Zuid – Gent-Sint-Pieters – De Panne                                                                 | Rijdt in juli en augustus.                                                  |

## Reizigerstellingen
De grafiek en tabel geven het gemiddeld aantal instappende reizigers weer op een week-, zater- en zondag.
| Tabel: aantal instappende reizigers station De Panne | Tabel: aantal instappende reizigers station De Panne | Tabel: aantal instappende reizigers station De Panne | Tabel: aantal instappende reizigers station De Panne |
|                                                      | Weekdag                                              | Zaterdag                                             | Zondag                                               |
| ---------------------------------------------------- | ---------------------------------------------------- | ---------------------------------------------------- | ---------------------------------------------------- |
| 1977                                                 | 175                                                  | 103                                                  | 303                                                  |
| 1978                                                 | 176                                                  | 116                                                  | 251                                                  |
| 1979                                                 | 183                                                  | 98                                                   | 287                                                  |
| 1980                                                 | 219                                                  | 145                                                  | 248                                                  |
| 1981                                                 | 198                                                  | 98                                                   | 182                                                  |
| 1982                                                 | 233                                                  | 189                                                  | 283                                                  |
| 1983                                                 | 232                                                  | 98                                                   | 253                                                  |
| 1984                                                 | 227                                                  | 131                                                  | 211                                                  |
| 1985                                                 | 290                                                  | 154                                                  | 321                                                  |
| 1986                                                 | 367                                                  | 139                                                  | 266                                                  |
| 1987                                                 | 240                                                  | 128                                                  | 277                                                  |
| 1988                                                 | 278                                                  | 120                                                  | 277                                                  |
| 1989                                                 | 264                                                  | 131                                                  | 287                                                  |
| 1990                                                 | 269                                                  | 159                                                  | 273                                                  |
| 1991                                                 | 258                                                  | 160                                                  | 405                                                  |
| 1992                                                 | 400                                                  | 137                                                  | 351                                                  |
| 1993                                                 | 249                                                  | 126                                                  | -                                                    |
| 1994                                                 | 243                                                  | 128                                                  | 168                                                  |
| 1995                                                 | 265                                                  | 192                                                  | 414                                                  |
| 1996                                                 | 316                                                  | 210                                                  | 410                                                  |
| 1997                                                 | 325                                                  | 264                                                  | 380                                                  |
| 1998                                                 | 357                                                  | 268                                                  | 489                                                  |
| 1999                                                 | 319                                                  | 194                                                  | 245                                                  |
| 2000                                                 | 332                                                  | 390                                                  | 755                                                  |
| 2001                                                 | 335                                                  | 365                                                  | 772                                                  |
| 2002                                                 | 352                                                  | 1 216                                                | 1 073                                                |
| 2003                                                 | 443                                                  | 585                                                  | 626                                                  |
| 2004                                                 | 471                                                  | 464                                                  | 629                                                  |
| 2005                                                 | 537                                                  | 689                                                  | 1 022                                                |
| 2006                                                 | 502                                                  | 552                                                  | 794                                                  |
| 2007                                                 | 513                                                  | 644                                                  | 1 012                                                |
| 2008                                                 | -                                                    | -                                                    | -                                                    |
| 2009                                                 | 509                                                  | 537                                                  | 694                                                  |
| 2010                                                 | -                                                    | -                                                    | -                                                    |
| 2011                                                 | -                                                    | -                                                    | -                                                    |
| 2012                                                 | 366                                                  | 862                                                  | 650                                                  |
| 2013                                                 | 223                                                  | 453                                                  | 654                                                  |
| 2014                                                 | 589                                                  | 590                                                  | 931                                                  |
| 2015                                                 | 577                                                  | 594                                                  | 906                                                  |
| 2016                                                 | 544                                                  | 506                                                  | 695                                                  |
| 2017                                                 | 721                                                  | 790                                                  | 1 118                                                |
| 2018                                                 | 763                                                  | 637                                                  | 927                                                  |
| 2019                                                 | 876                                                  | 601                                                  | 731                                                  |
| 2020                                                 | 563                                                  | 420                                                  | 561                                                  |
| 2021                                                 | -                                                    | -                                                    | -                                                    |
| 2022                                                 | 593                                                  | 715                                                  | 967                                                  |
| 2023                                                 | 568                                                  | 674                                                  | 887                                                  |
| 2024                                                 | 624                                                  | 779                                                  | 706                                                  |

## Trams en bussen
Vanwege de kusttram rijden er in De Panne maar 2 buslijnen, 1 naar Veurne en 1 van Veurne naar Houtem.
| Lijn | Verbinding                            |
| ---- | ------------------------------------- |
| 0    | De Panne-Westende-Bad-Oostende-Knokke |
| 56   | De Panne-Veurne Station               |
| 55   | Veurne-De Panne- Houtem Ringsloot     |

Vanaf 14 juli 1901 reed er een paardentram op 600 mm smalspoor vanaf De Panne dorp tot aan het station. Deze tram heeft later stoom- en dieseltractie gekend. Op 25 juni 1932 is deze tram vervangen door de elektrische NMVB-tramlijn 21 op meterspoor (zie buurtspoorwegen + kaart). Deze tramlijn is op 5 september 1954(na de zomer van 1955 volgens andere bron) opgeheven. Vanaf toen tot april 2007 reed buslijn 781 (in 2005 nog hernummerd naar lijn 55) als vervanging. Pas vele jaren later, in 1998 is de kusttram verlengd naar het station op ongeveer hetzelfde tracé. De oude tramlijn vertrok van het dorp in plaats van De Panne Esplanade.
Naast een Veurnse belbus (57) van De Lijn vertrekt er een stadsbus (lijn 20) van het Franse bedrijf Dk'bus naar Leffrinckoucke Fort Des Dunes. Daar is overstap mogelijk naar Duinkerken. Deze lijn komt niet in de eigenlijke badplaats De Panne.
In de jaren '30 was er al sprake van verlenging van de tram naar Frankrijk. Het is er niet van gekomen. Ook nu zijn er nog plannen voor, in het kader van het Neptunusplan.
0: Deinze ·
4,5: Grammene ·
6,2: Wontergem ·
8,3: Aarsele ·
15,6: Tielt ·
20,1: Pittem ·
24,0: Ardooie-Koolskamp ·
26,5: Kortekeer ·
31,7: Lichtervelde ·
37,7: Kortemark ·
40,5: Handzame ·
43,7: Zarren ·
47,9: Esen ·
50,4: Diksmuide ·
52,0: Kaaskerke ·
54,8: Oostkerke ·
62,4: Avekapelle ·
65,5: Veurne ·
66,9: Koksijde ·
70,5: De Panne
0,0: Adinkerke ·
7,9: Houtem-Wulveringem ·
10,6: Leisele-Isenberge ·
15,6: Beveren-Stavele ·
20,4: Roesbrugge ·
22,1: Proven ·
34,0: Poperinge